# Articularia quercina
Articularia quercina är en svampart som först beskrevs av Peck, och fick sitt nu gällande namn av Franz Xaver von Höhnel 1909. Articularia quercina ingår i släktet Articularia, divisionen sporsäcksvampar och riket svampar.   Inga underarter finns listade i Catalogue of Life.